# Ejendomsmæglerfirmaet John Frandsen
Ejendomsmæglerfirmaet John Frandsen A/S er en dansk ejendomsmæglerkæde med hovedsæde i Randers. Selskabet blev etableret i april 1995 af John Frandsen, og pr. 2020 har kæden 30 boligafdelinger, 4 erhvervsafdelinger og 1 landbrugsafdeling. Derudover havde det 100 ansatte i 2015.